# Балакин, Владимир Александрович
Владимир Александрович Балакин (17 апреля 1929, Житомир — 21 января 2005, Озёрск, Челябинская область) — советский радиохимик. Лауреат Ленинской премии (1966).

## Биография
Окончил Московский химико-технологический институт (1952), инженер-технолог.
С 1952 г. — инженер, н.с. лаборатории «Б» на заводе «Электрохимприбор» (г. Свердловск-45); в 1955—1994 гг. — на радиоизотопном заводе химкомбината «Маяк» (Озёрск Челябинской области): старший инженер, начальник отделения, начальник опытно-производственного цеха, главный инженер (с 1962).
Внёс вклад в становление и развитие отечественного радиоизотопного производства. Под его руководством и при его участии освоен ряд новых технологических процессов, разработаны и внедрены в производство сотни различных типов радионуклидных источников. ФГУП «ПО „Маяк“» утвердился как один из основных поставщиков этой продукции на мировой рынок. За участие в рационализаторской и изобретательской работе занесён в Книгу Почёта Министерства среднего машиностроения СССР (1976).

## Награды
- Ленинская премия (1966), за разработку технологии и организацию пром. пр-ва новых мат-лов
- Премия Совета Министров СССР (1977), за разработку проекта и стр-во опытно-пром. пр-ва
- медали «За трудовую доблесть» (1962), «За доблестный труд в Великой Отечественной войне 1941—1945 гг.» (1946).
- Почётный гражданин г. Озёрск (1995).